# Oliver Campbell
Oliver Edward Michael Campbell, ameriški tenisač, * 25. februar 1871, Brooklyn, New York, ZDA, † 11. julij 1953, Campbellton, Novi Brunswick, Kanada.
Oliver Campbell je v osmih nastopih na Nacionalnem prvenstvu ZDA dosegel tri zaporedne zmage v posamični konkurenci, v letih 1890, 1891 in 1892. Dosegel je tudi tri zmage med dvojicami, v letih 1888, 1891 in 1892, v letih 1889 in 1893 pa se je uvrstil v finale. V edinem nastopu na Prvenstvu Anglije leta 1892 se je uvrstil v drugi krog med posamezniki in v polfinale med dvojicami. Več kot stoletje je veljal za najmlajšega zmagovalca ameriškega turnirja, ki ga je prvič osvojil star 19 let, 6 mesecev in 9 dni. Rekord je veljal do leta 1990, ko je turnir osvojil Pete Sampras, star 19 let in 28 dni. Leta 1955 je bil ob ustanovitvi sprejet v Mednarodni teniški hram slavnih.

## Finali Grand Slamov

### Posamično (3)

#### Zmage (3)
| Leto | Turnir                       | Nasprotnik v finalu | Rezultat finala         |
| 1890 | Nacionalno prvenstvo ZDA     | Henry Slocum        | 6–2, 4–6, 6–3, 6–1      |
| 1891 | Nacionalno prvenstvo ZDA (2) | Clarence Hobart     | 2–6, 7–5, 7–9, 6–1, 6–2 |
| 1892 | Nacionalno prvenstvo ZDA (3) | Fred Hovey          | 7–5, 3–6, 6–3, 7–5      |

### Moške dvojice (3)

#### Zmage (3)
| Leto | Turnir                       | Partner        | Nasprotnika v finalu             | Rezultat finala    |
| 1888 | Nacionalno prvenstvo ZDA     | Valentine Hall | Clarence Hobart Edward MacMullen | 6–4, 6–2, 6–4      |
| 1891 | Nacionalno prvenstvo ZDA (2) | Bob Huntington | Valentine Hall Clarence Hobart   | 6–3, 6–4, 8–6      |
| 1892 | Nacionalno prvenstvo ZDA (3) | Bob Huntington | Edward L. Hall Valentine Hall    | 6–4, 6–2, 4–6, 6–3 |